# Тратна об Воглајни
Тратна об Воглајни (словен. Tratna ob Voglajni) је насељено место у општини Шентјур, Савињска регија, Словенија.

## Историја
До територијалне реорганизације у Словенији била је у саставу старе општине Шентјур при Цељу.

## Становништво
У попису становништва из 2011. године, Тратна об Воглајни је имала 21 становника.
| Број становника према пописима | Број становника према пописима | Број становника према пописима |
| ------------------------------ | ------------------------------ | ------------------------------ |
| 1991                           | 2002                           | 2011                           |
| 22                             | 25                             | 21                             |

Напомена: До 1953. исказивано под именом Тратна.